# Facidia
Facidia is een geslacht van vlinders van de familie spinneruilen (Erebidae), uit de onderfamilie Calpinae.

## Soorten
- F. divisa Walker, 1865
- F. laportei Berio, 1975
- F. luteilinea Hampson, 1926
- F. megastigma Herrich-Schäffer, 1854
- F. pilosum Pagenstecher, 1888
- F. remaudi Laporte, 1972
- F. rivulosum Saalmüller, 1880
- F. saalmuelleri Viette, 1965
- F. stygium Saalmüller, 1881
- F. vacillans (Walker, 1858)